# Syntherata apicalis
Syntherata apicalis är en fjärilsart som beskrevs av Eugène Louis Bouvier 1928. Syntherata apicalis ingår i släktet Syntherata och familjen påfågelsspinnare. Inga underarter finns listade i Catalogue of Life.